# Helin Kandemir
Helin Kandemir (Estambul, 2 de junio de 2004) es una actriz, actriz de voz y modelo turca, conocida por interpretar el papel de Kibrit / Dilara en la serie Mi hogar, mi destino (Doğduğun Ev Kaderindir).

## Biografía
Helin Kandemir nació el 2 de junio de 2004 en Estambul (Turquía), de madre Ebru Uğurlu y padre Murat Kandemir. Este último falleció el 27 de febrero de 2023, a la edad de cuarenta y siete años, debido a un tratamiento por leucemia. También tiene una hermana menor que ella.

## Carrera
Helin Kandemir comenzó a actuar a la edad de nueve años en el teatro y se graduó de la escuela secundaria en 2017. En el mismo año, hizo su debut actoral después de ser elegida como Pelin Akıncı en la serie emitida en Kanal D İsimsizler. En 2018 prestó su voz al personaje de Ezran en la serie animada web de Netflix Ejderhalar Prensi, el personaje de Sam en la película Hızlı ve Öfkeli: Hobbs ve Shaw (Fast & Furious Presents: Hobbs & Shaw) y el personaje de Genç Shirley en la serie web de Netflix The Haunting: Tepedeki Ev (La maldición de Hill House).
En 2018 y 2019 interpretó el papel de Elif Yürekli en la serie emitida en Kanal D Bir Litre Gözyaşı y el papel de Ceylan en la serie web de Netflix The Protector (Hakan: Muhafız). En 2019 prestó su voz al personaje de Nala de niña en la película animada Aslan Kral (El rey león). En el mismo año interpretó el papel de Havva en la película Kız Kardeşler dirigida por Emin Alper. Por esta última película ganó el premio a Mejor actriz en el Festival Internacional de Cine de Estambul.
De 2019 a 2021 fue elegida para interpretar el papel de Kibrit / Dilara en la serie emitida en TV8 Mi hogar, mi destino (Doğduğun Ev Kaderindir), en la que actuó junto a los actores Demet Özdemir, İbrahim Çelikkol y Engin Öztürk. En el 2020 prestó su voz al personaje de Daphne de niña en la película animada ¡Scooby! y el personaje de Madeleine en la serie web de Netflix La Révolution. Al año siguiente, en 2021, interpretó el papel de Cemre Fırtına en la serie emitida en Star TV Kağıt Ev y el papel de Mevsim Baykan en la serie emitida en Fox Elbet Bir Gün. En el mismo año interpretó el papel de Cansu en la película de Netflix Azizler dirigida por Durul Taylan y Yagmur Taylan.
En 2022 participó en el elenco de la serie emitida en Star TV Duy Beni (en el papel de Leyla Pinar) y en el elenco de la serie web de Netflix Rise of Empires: Ottoman (en el papel de Elena). En el mismo año ocupó el papel de Hande en la película de Netflix Özel Ders dirigida por Kivanç Baruönü. En el mismo año prestó su voz al personaje de Meilin "Mei" Lee en la serie animada Kırmızı (Red), el personaje de Erin Tieng en la serie web de Prime Video Paper Girls, el personaje de Gaby en la serie web de Netflix Cennete Hoş Geldiniz (Bienvenidos a Edén), el personaje de María Guadalupe en la serie web de Disney+ It Was Always Me (Siempre fui yo), el personaje de Carol en la serie web de Disney+ All the Same... or Not, el personaje de Moya en la película animada de Netflix Riverdance: Animasyon Macera y el personaje de Gia en la serie web de Netflix Boo, Bitch. En 2023 ganó el premio Altın 61 como Mejor actriz de reparto del año por la serie Duy Beni, la serie web Rise of Empires: Ottoman y la película Özel Ders. Ese mismo año interpretó el papel de Nihal en la película de Prime Video Bihter dirigida por Mehmet Binay y Caner Alper.

## Filmografía

### Actriz

#### Cine
| Año  | Título        | Personaje | Director                     |
| ---- | ------------- | --------- | ---------------------------- |
| 2019 | Kız Kardeşler | Havva     | Emin Alper                   |
| 2021 | Azizler       | Cansu     | Durul Taylan y Yagmur Taylan |
| 2022 | Özel Ders     | Hande     | Kivanç Baruönü               |
| 2023 | Bihter        | Nihal     | Mehmet Binay y Caner Alper   |

#### Televisión
| Año       | Título                                        | Personaje       | Cadeña  | Notas        |
| --------- | --------------------------------------------- | --------------- | ------- | ------------ |
| 2017      | İsimsizler                                    | Pelin Akıncı    | Kanal D | 13 episodios |
| 2018-2019 | Bir Litre Gözyaşı                             | Elif Yürekli    | Kanal D | 15 episodios |
| 2019-2021 | Mi hogar, mi destino (Doğduğun Ev Kaderindir) | Kibrit / Dilara | TV8     | 34 episodios |
| 2021      | Kağıt Ev                                      | Cemre Fırtına   | Star TV | 8 episodios  |
| 2021      | Elbet Bir Gün                                 | Mevsim Baykan   | Fox     | 6 episodios  |
| 2022      | Duy Beni                                      | Leyla Pinar     | Star TV | 20 episodios |

#### Web TV
| Año       | Título                         | Personaje | Plataforma | Notas       |
| --------- | ------------------------------ | --------- | ---------- | ----------- |
| 2018-2019 | The Protector (Hakan: Muhafız) | Ceylan    | Netflix    | 6 episodios |
| 2022      | Rise of Empires: Ottoman       | Elena     | Netflix    | 4 episodios |

### Actriz de voz

#### Cine
| Año  | Título                                                                 | Personaje        | Director       |
| ---- | ---------------------------------------------------------------------- | ---------------- | -------------- |
| 2018 | Hızlı ve Öfkeli: Hobbs ve Shaw (Fast & Furious Presents: Hobbs & Shaw) | Sam              | David Leitch   |
| 2019 | Aslan Kral (El rey león)                                               | Nala de niña     | Jon Favreau    |
| 2020 | ¡Scooby!                                                               | Daphne de niña   | Tony Cervone   |
| 2022 | Kırmızı (Red)                                                          | Meilin "Mei" Lee | Domee Shi      |
| 2022 | Riverdance: Animasyon Macera                                           | Moya             | Dave Rosenbaum |

#### Web TV
| Año                           | Título                                                 | Personaje       | Plataforma  |  |
| ----------------------------- | ------------------------------------------------------ | --------------- | ----------- |  |
| 2018                          | Ejderhalar Prensi                                      | Ezran           | Netflix     |  |
| 2018                          | The Haunting: Tepedeki Ev (La maldición de Hill House) | Genç Shirley    | Netflix     |  |
| 2020                          | La Révolution                                          | Madeleine       | Netflix     |  |
| 2022                          | Paper Girls                                            | Erin Tieng      | Prime Video |  |
| 2022                          | Cennete Hoş Geldiniz (Bienvenidos a Edén)              | Gaby            | Netflix     |  |
| 2022                          | It Was Always Me (Siempre fui yo)                      | María Guadalupe | Disney+     |  |
| 2022                          | All the Same... or Not                                 | Carol           | Disney+     |  |
| 2022                          | Boo, Bitch                                             | Gia             | Netflix     |  |
| 2024 Enciclopedia de Estambul | Zehra                                                  | Netflix         |             |  |
|                               |                                                        |                 |             |  |

## Premios y reconocimientos
| Año  | Premio                                     | Categoría                       | Trabajo                  | Resultado | Notas         |
| ---- | ------------------------------------------ | ------------------------------- | ------------------------ | --------- | ------------- |
| 2019 | Festival Internacional de Cine de Estambul | Mejor actriz                    | Kız Kardeşler            | Ganadora  | [ 25 ]        |
| 2023 | Altın 61                                   | Mejor actriz de reparto del año | Duy Beni                 | Ganadora  | [ 40 ] [ 41 ] |
| 2023 | Altın 61                                   | Mejor actriz de reparto del año | Rise of Empires: Ottoman | Ganadora  | [ 40 ] [ 41 ] |
| 2023 | Altın 61                                   | Mejor actriz de reparto del año | Özel Ders                | Ganadora  | [ 40 ] [ 41 ] |